# Bossel (Burweg)
Bossel (plattdeutsch Bossel) ist ein Ortsteil der Gemeinde Burweg im niedersächsischen Landkreis Stade.

## Geographie und Verkehrsanbindung
Bossel liegt zwischen Blumenthal im Westen und Himmelpforten im Osten im Marschland der Oste, am Rande zur Geest. Südlich liegt Oldendorf und nordöstlich der Kernort Burweg. Die Oste fließt nordwestlich, die B 73 verläuft nordöstlich.

## Geschichte

### Ortsname
Bossel heiß bis 1932 Borstel. Dies leitet sich von buristalda ab, was Bauernstelle bedeutet.

### Vor- und Frühgeschichte
In den 1930er Jahren wurde in Bossel ein altes Grubenhaus aus dem 9./10. Jahrhundert ausgegraben. Dabei wurde auch eine alte Brosche gefunden, die Maria zeigen soll.

### Verwaltungsgeschichte
Vor 1885 gehörte Bossel zur Börde Oldendorf im Amt Himmelpforten, nach 1885 zum Kreis Stade und seit 1932 zum jetzigen Landkreis Stade. Als bei der Gebietsreform 1932 der Kreis Stade mit dem Kreis Jork fusionierte, musste Bossel (vorher Borstel) seinen Namen ändern, um Verwechslungen zu vermeiden, da es im Alten Land noch eine zweite Gemeinde namens Borstel gab.

### Eingemeindung
Bossel war eine recht kleine Gemeinde und bildete ab 1965 mit Oldendorf, Behrste und Brobergen die Samtgemeinde Oldendorf. Diese bestand sieben Jahre.
Im Zuge der Gebietsreform wurde Bossel zum 1. Juli 1972 nach Burweg eingemeindet. Eine neue Samtgemeinde Oldendorf wurde gebildet, zu der Burweg gehörte, bis die Samtgemeinde Oldendorf zum 1. Januar 2014 in die Samtgemeinde Oldendorf-Himmelpforten aufging.

### Einwohnerentwicklung
Um 1500 bestand Bossel lediglich aus zwei Bauernhöfen und einer Kate. Erst ab dem 18. Jahrhundert wurde der Ort langsam größer.
| Jahr | Einwohner            |
| ---- | -------------------- |
| 1824 | 20 Feuerstellen      |
| 1848 | 107 Leute, 21 Häuser |
| 1871 | 113 Leute, 23 Häuser |
| 1910 | 125                  |
| 1933 | 117                  |
| 1939 | 126                  |
| 2011 | 166                  |

### Religion
Bossel ist evangelisch-lutherisch geprägt und gehört zum Kirchspiel der Martinskirche in Oldendorf.
Für die wenigen Katholiken ist die St.-Michaelskirche in Bremervörde zuständig, die seit dem 1. September 2010 zur Kirchengemeinde Heilig Geist in Stade gehört.

## Kultur und Sehenswertes

### Vereine
- Bosseler Boßel-Verein von 1987

### Regelmäßige Veranstaltungen
- Faslam

### Bildung
Bis 1964 bestand in Bossel eine eigene Volksschule. Das kleine Schulgebäude, das bis 1974 in Betrieb war, wurde 1893 erbaut.
Heute besuchen die Schüler aus Bossel die Grundschule in Oldendorf und weiterführende Schulen in Oldendorf, Himmelpforten und Stade (Vincent-Lübeck-Gymnasium).

## Trivia
Bossel ist nicht an das überörtliche Abwassersystem angebunden. In jedem Haushalt gibt es eine Kleinkläranlage.